# 타마작은귀땃쥐
타마작은귀땃쥐(Cryptotis tamensis)는 땃쥐과에 속하는 포유류의 일종이다. 콜롬비아의 코르디예라 오리엔탈 산맥과 베네수엘라 서부의 파라모 데 타마 지역에 사는 것으로 알려져 있으며, 보통 해발 2,380m와 3,330m 사이의 운무림에서 발견된다. 서식지에는 베네수엘라의 엘 타마 국립공원도 포함된다. 이 종의 근연종은 메리다작은귀땃쥐와 토마스작은귀땃쥐이다.